# مكتبة برلين الحكومية

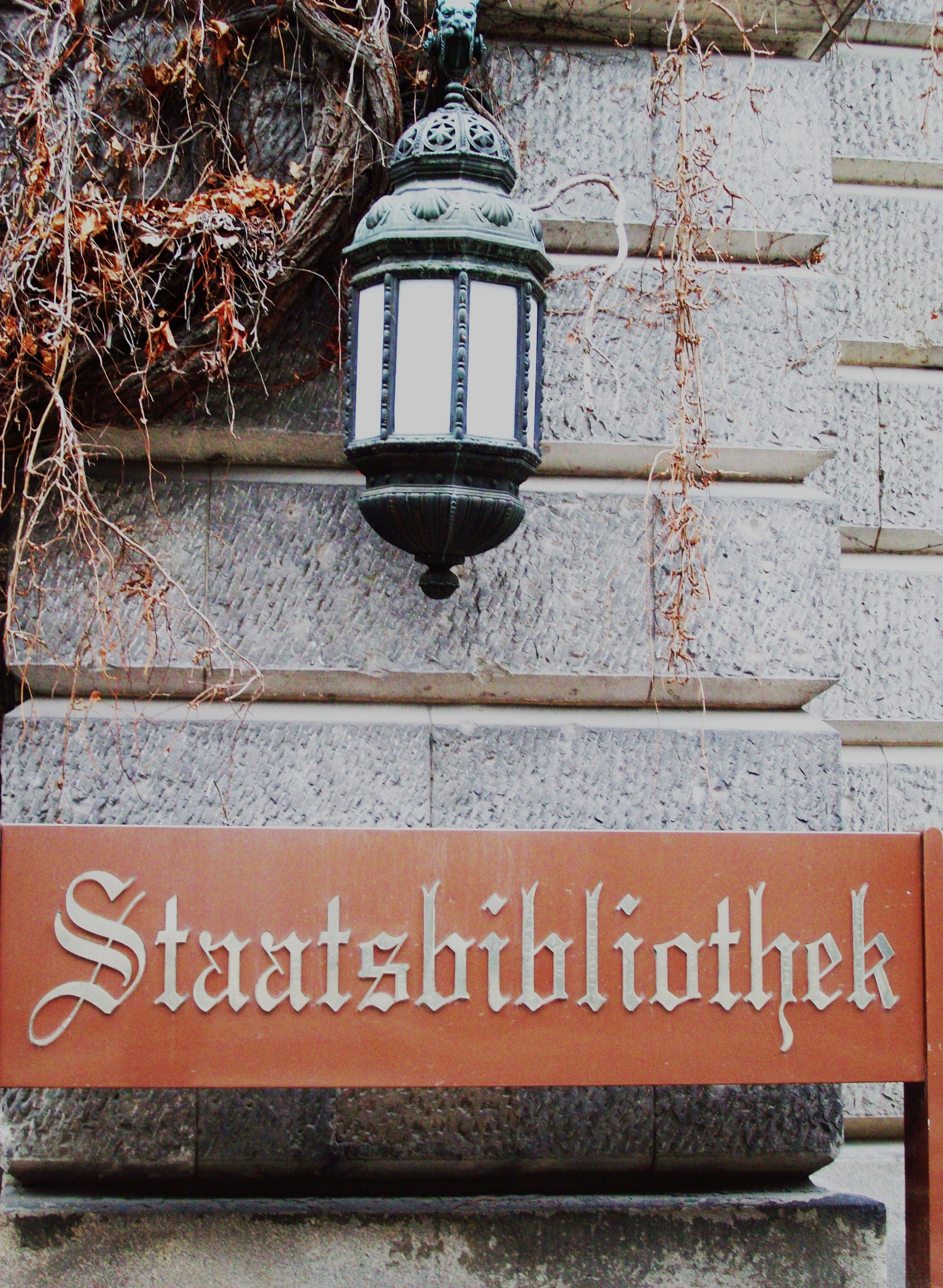
لافتة المكتبة، والتي تقع في شارع أونتر دين لندن.

مكتبة برلين الحكومية (بالألمانية: Staatsbibliothek zu Berlin) هي مكتبة تقع في برلين في ألمانيا. تعد من أهم مكتبات البحث العلمي ولها موقعين رئيسيين، الأول قرب ساحة بوستدامر، والثاني في أونتر دين لندن Unter den Linden.
أسست المكتبة عام 1661 م من قبل فريدرخ فيلهلم باسم "Churfürstliche Bibliothek". تحوي على حوالى عشرة ملايين كتاب والآلاف من المخطوطات الغربية والشرقية.

## وصلات خارجية
- موقع المكتبة